# Hipobromito
El ion hipobromito, de fórmula BrO−, es una especie química de bromo en estado de oxidación +1. También se llaman hipobromitos las sales de las que forma parte este ion.

## Preparación
El bromo se añade a una disolución acuosa de hidróxido (como hidróxido de sodio o hidróxido de potasio). A 20 °C la reacción es rápida. La proporción entre ácido hipobromoso e ion hipobromito está determinado por el valor del pH en el agua. Cuando este valor oscila entre 6,5 y 9, se pueden encontrar en la disolución acuosa tanto el ácido hipobromoso como los iones hipobromito.
Reacción 1: {\displaystyle {\ce {Br2{_{(l)}}+2OH{^{-}}{_{(aq)}}->Br{^{-}}{_{(aq)}}+BrO{^{-}}{_{(aq)}}+H2O{_{(l)}}}}}
En esta reacción el bromo disproporciona o dismuta (sufre a la vez una reducción y una oxidación) desde el estado de oxidación 0 (Br2, bromo) a los estados de oxidación -1 (Br−, bromuro) y +1 (BrO−, hipobromito).
Una reacción secundaria, en la que el ion hipobromito dismuta espontáneamente a bromuro (bromo con estado de oxidación -1) y bromato (bromo con estado de oxidación +5), tiene lugar rápidamente a 20 °C y lentamente a 0 °C 
Reacción 2: {\displaystyle {\ce {3BrO{^{-}}{_{(aq)}}->2Br{^{-}}{_{(aq)}}+BrO3{^{-}}{_{(aq)}}}}}
Por consiguiente, en esta segunda reacción, la formación y las proporciones entre productos de bromo con estados de oxidación  -1, +1 y +5 puede controlarse mediante la temperatura. 
Estas reacciones de bromo son análogas a las de cloro en las que se forma hipoclorito y clorato. La correspondiente reacción 1 para el cloro (en la que se forma hipoclorito, ClO−) es rápida a 20 °C y la correspondiente reacción 2 (en la que se forma clorato, ClO3−) es lenta a 20 °C y rápida a 70 °C.

## Compuestos con el ion hipobromito
Un hipobromito es un compuesto que contiene el anión hipobromito, BrO−.
Son muy abundantes y diversos:
- Hipobromito de litio, LiBrO; hipobromito de sodio, NaBrO; hipobromito de potasio, KBrO
- Hipobromito de magnesio, Mg(BrO)2; hipobromito de calcio, Ca(BrO)2; Hipobromito de estroncio, Sr(BrO)2...
- Hipobromito de ter-butilo, etc.

## En la naturaleza y la industria
Los bromuros son necesarios para los eosinófilos (células blancas de la sangre, de la clase de los granulocitos, especializados en luchar contra los parásitos multicelulares), que los usan para producir hipobromito mediante la acción de la eosinófilo peroxidasa, una enzima haloperoxidasa que usan los bromuros con preferencia a los cloruros para este propósito.
Los bromuros se usan a veces en bañeras de hidromasaje, jacuzzis y spas como agentes germicidas suaves, usando la acción de un agente oxidante añadido, como el peróxido, para generar in situ el hipobromito, de forma similar a la acción de la peroxidasa sobre los bromuros en los eosinófilos. 